# إكستريمادورا يونيون ديبورتيفا
إكستريمادورا يونيون ديبورتيفا (بالإسبانية: Extremadura Unión Deportiva)‏ هو نادي كرة قدم إسباني تأسس في 2007 ، يقع مقره الرئيسي في ألمندراليخو، ويلعب في الدوري الإسباني الدرجة الثالثة.

## وصلات خارجية
- الموقع الرسمي